# Сан-Мігель (Кабо-Верде)
Сан-Мігель (порт. São Miguel) — один з 22 муніципалітетів Кабо-Верде. Розташований на острові Сантьягу.
Населення становить 14 671 осіб (2015). Площа муніципалітету — 77,4.

## Адміністративний поділ
До муніципалітету належить одна парафія (фрегезія): Сан-Мігель Арсаньйо (São Miguel Arcanjo).

## Населення
Згідно із переписом населення 2010 року населення муніципалітету становило 15 648 осіб. За оцінкою 2015 року — 14 671.
У минулому динаміка зміни чисельності населення виглядала так:
| Рік  | Населення |
| ---- | --------- |
| 1980 | 12,349    |
| 1990 | 13,786    |
| 2000 | 16,128    |
| 2010 | 15,648    |